# Rada di Alghero
La rada di Alghero (o golfo di Alghero) è un'insenatura naturale del mar di Sardegna settentrionale, situata di fronte all'omonima città della Sardegna. È delimitata a sud da capo Marrargiu e a nord da capo Caccia, il promontorio più esteso della Sardegna nord-occidentale.
La rada, grazie alla sua collocazione geografica, offre riparo alle imbarcazioni in caso di situazioni meteorologiche avverse. Le sue coste si estendono per circa 70 km.
Su di essa si affacciano diversi centri abitati: oltre ad Alghero infatti, si trovano Fertilia, Maristella e Tramariglio, tutte frazioni algheresi. Vi sono inoltre alcuni siti di importanza naturalistica come l'Area naturale marina protetta  Capo Caccia - Isola Piana e il parco regionale di Porto Conte.
La zona di attracco principale è il porto di Alghero, ma rivestono un'importanza locale anche il porto di Fertilia e i punti di attracco di Porto Conte e Tramariglio.

## Galleria d'immagini

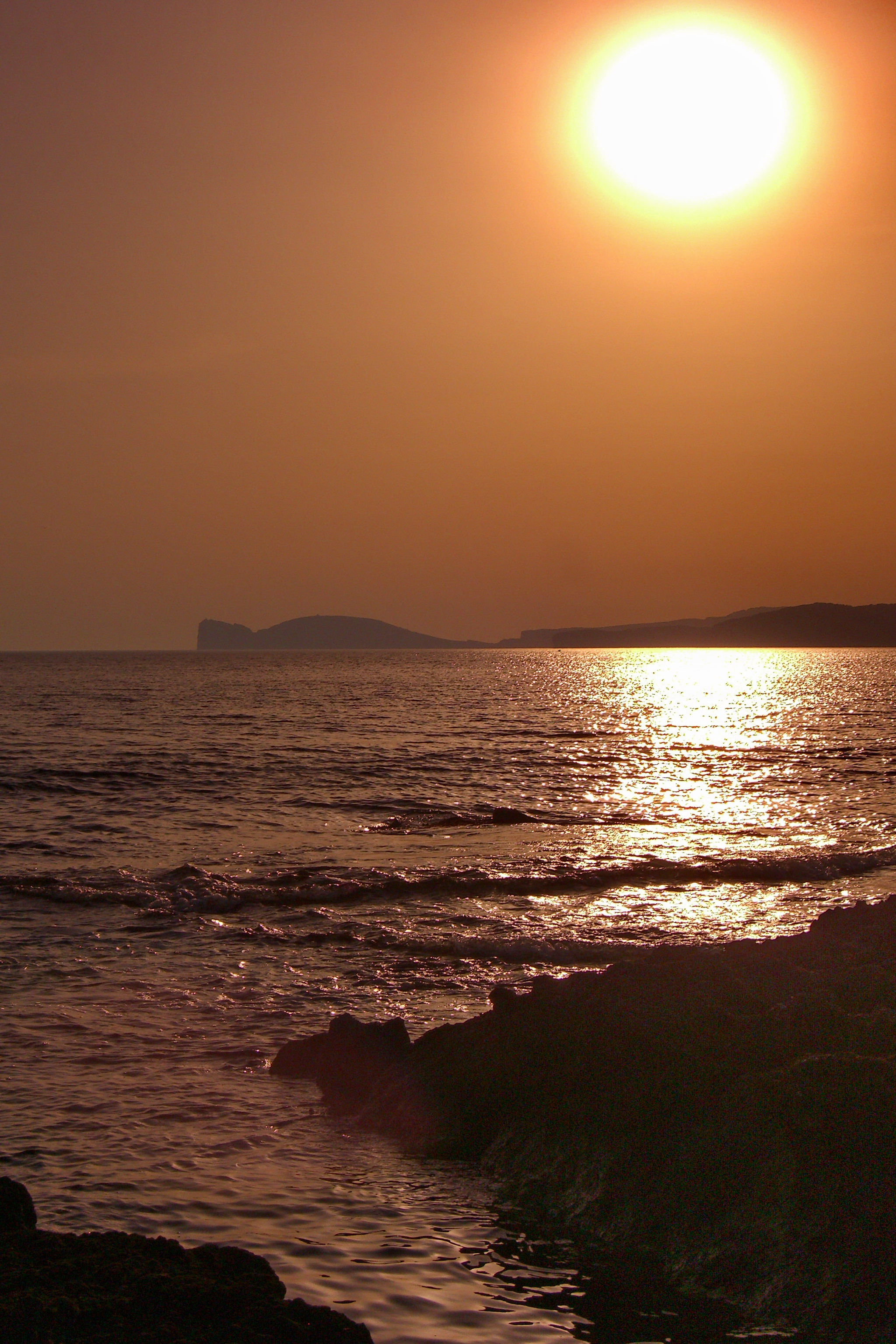
Tramonto sulla rada di Alghero
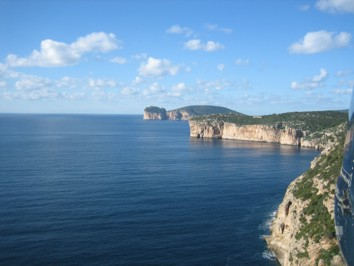
Punta Giglio e capo Caccia visti aerea da sud-est
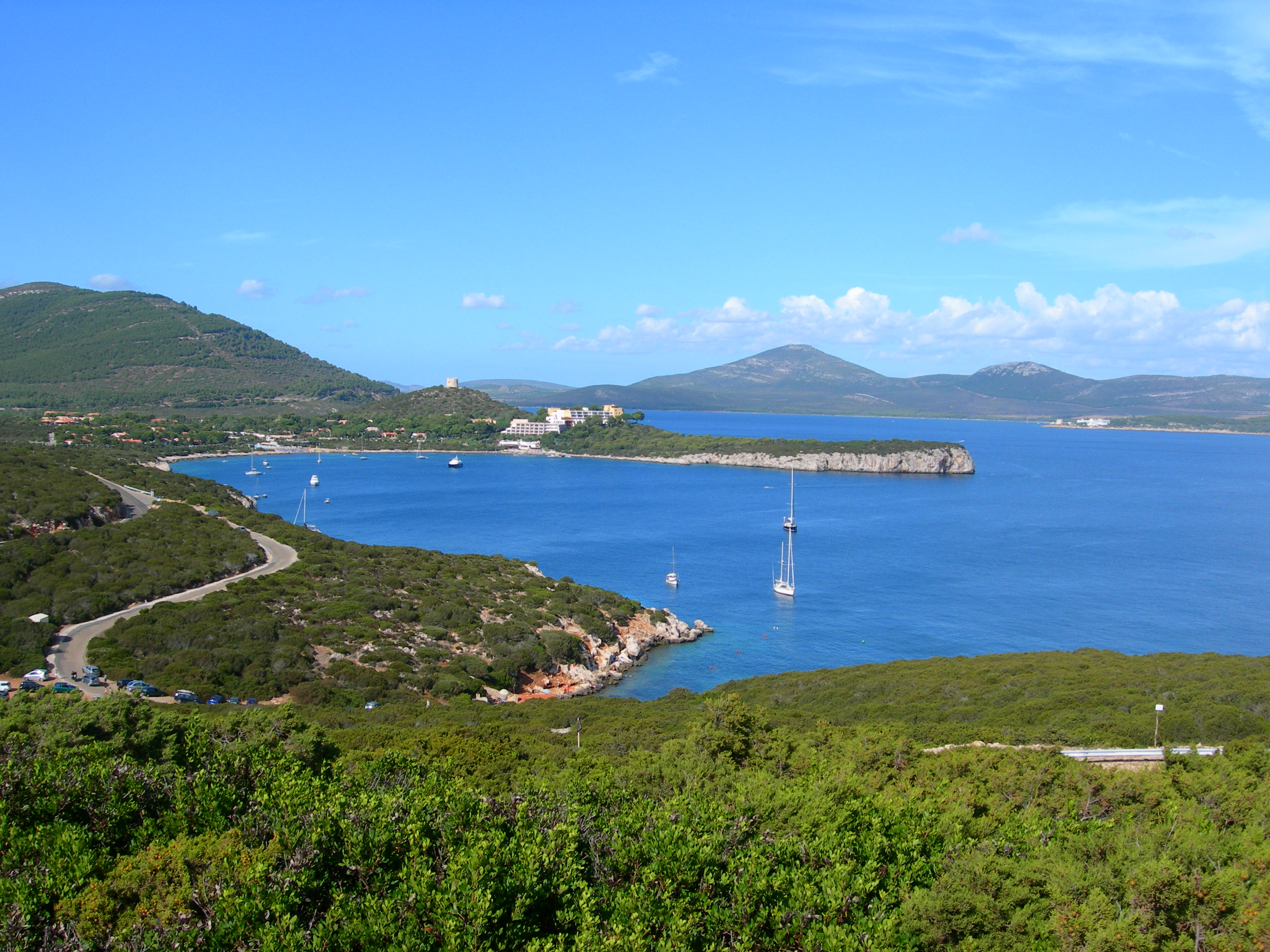
Veduta del piccolo golfo in località  Pischina Salida, vicino a capo Caccia